# IHK Würzburg-Schweinfurt
Die IHK Würzburg-Schweinfurt ist die Industrie- und Handelskammer für die Region Mainfranken. Der IHK-Bezirk umfasst die unterfränkischen Städte und Landkreise Würzburg und Schweinfurt sowie die Landkreise Rhön-Grabfeld, Bad Kissingen, Haßberge, Main-Spessart und Kitzingen. Die IHK hat rund 71.000 Mitgliedsunternehmen und beschäftigt rund 140 hauptamtliche Mitarbeiter.

## Sitz

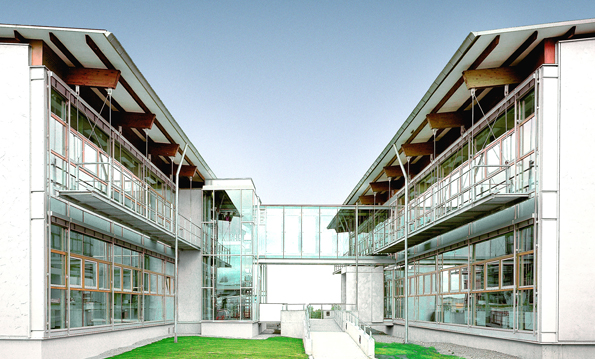
IHK-Geschäftsstelle in Schweinfurt (Photo bearbeitet)

Die Hauptgeschäftsstelle befindet sich in Würzburg im Stadtteil Zellerau. In der Region ist die IHK mit einer Geschäftsstelle in Schweinfurt vertreten.

## Struktur
Das oberste Organ der IHK Würzburg-Schweinfurt ist die IHK-Vollversammlung, die sich aus 80 unmittelbar gewählten sowie maximal zehn Prozent kooptierten, ehrenamtlichen Mitgliedern zusammensetzt. Die Vollversammlung wird entsprechend der IHK-Satzung und der Wahlordnung alle vier Jahre neu gewählt. Der Vollversammlung sind grundsätzliche Entscheidungen vorbehalten. So hat sie insbesondere Rechtsetzungskompetenz, sie erlässt die Satzung und Beitragsordnung; zudem stellt sie den Wirtschaftsplan fest und legt Beiträge und Gebühren fest. Der Wahlausschuss schlägt die Sitzverteilung für die Wahlgruppen vor. Die Sitzverteilung der Wahlgruppen wird von der scheidenden Vollversammlung vor der Wahl beschlossen.
Dabei sollen laut IHK-Recht die wirtschaftlichen Besonderheiten der Region sowie die gesamtwirtschaftliche Bedeutung der Gewerbegruppen berücksichtigt werden. Maßstäbe sollen dabei die wirtschaftliche Leistungsfähigkeit der Wahlgruppe, die Anzahl der sozialversicherungspflichtig Beschäftigten und die absolute Zahl der Unternehmen der jeweiligen Wahlgruppe sein.
Die Vollversammlung wählt aus ihrer Mitte den Präsidenten, zwei Vizepräsidenten sowie zwölf weitere Präsidialmitglieder. Sie bestellt den Hauptgeschäftsführer und bestimmt über die grundlegenden Linien der IHK-Politik. Hauptgeschäftsführer ist Sascha Genders. Präsidentin ist derzeit Caroline Trips.
Die aus Stadt- und Landkreis Würzburg und Schweinfurt gewählten Vollversammlungsmitglieder vertreten in den Bezirksausschüssen Würzburg und Schweinfurt jeweils subregionale Wirtschaftsinteressen. Als örtliche Untergliederungen der IHK bestehen in den Landkreisen fünf Gremialausschüsse mit jeweils 15 gewählten ehrenamtlichen Ausschussmitgliedern. Ferner unterhält die IHK diverse Fachausschüsse sowie einen Berufsbildungsausschuss, in dem je sechs Beauftragte der Arbeitgeber, der Arbeitnehmer und der berufsbildenden Schulen aus Mainfranken Angelegenheiten der Berufsausbildung beraten.

## Ehemalige Präsidenten
Ehemalige Präsidenten der IHK Würzburg-Schweinfurt sind:
- 1843–1854: Anton Fischer, Kaufmann (Würzburg)
- 1854/55 und 1864: Karl Anton Kinzinger, Kaufmann (Würzburg)
- 1855–1863: Max Ebenauer, Fabrikant (Schweinfurt)
- ab 1979: Werner H. Dieter (* 23. September 1929), zuvor Vorsitzer der Geschäftsführung bei der G. L. Rexroth GmbH[5]

## Aufgaben
Die inhaltliche Arbeit der IHK Würzburg-Schweinfurt gliedert sich in die Geschäftsfelder
- Standortpolitik,
- Existenzgründung und Unternehmensförderung,
- Aus- und Weiterbildung,
- Innovation und Umwelt,
- International sowie
- Recht und Steuern.

Sie umfasst neben der wirtschaftlichen Interessenvertretung und Dienstleistungen für die gewerbliche Wirtschaft auch mehr als 50 öffentliche Aufgaben, zum Beispiel Sachverständigenbestellung oder auch die Funktion als „Einheitlicher Ansprechpartner“ bei der Umsetzung der Europäischen Dienstleistungsrichtlinie.

## Geschichte

### Von den Anfängen bis zum Ende der Weimarer Republik
Mit dem Wunsch nach Einrichtung einer Handelskammer meldeten sich in Bayern als erste Pfälzer Kaufleute im Jahr 1819 zu Wort.  König Ludwig I. erteilte am 19. Mai 1843 die Genehmigung zur Errichtung der Wirtschaftskammer, die sich protokollarisch am 6. Juni konstituierte. Die „Handelskammer für den Regierungsbezirk Unterfranken und Aschaffenburg mit Sitz in Würzburg“ begann ihre Tätigkeit unter dem Vorsitz des Würzburger Kaufmanns Anton Fischer. Die Leistungen ruhten auf drei Säulen: Sachverständigentätigkeit für die staatlichen Behörden, Interessenvertretung gegenüber diesen Behörden, Dienstleistungen für die kammerzugehörigen Firmen.  Die Anfänge der mainfränkischen IHK reichen jedoch schon viel früher zurück. Die älteste nachweisbare Quelle ist eine Urkunde des Fürstbischofs Johann Philipp von Schönborn mit der Anordnung, eine Anstalt zur Kontrolle der Privilegien auswärtiger Woll- und Tuchhändler zu gründen und dazu eine „gehörige Anstalt zu machen“, die älteste Vorläuferin der späteren Handelsinnung, beziehungsweise Handelskammer, 1669.
1914 wurde der Bau des ersten eigenen Kammergebäudes beendet. Das klassische Feld, auf dem die Kammer versuchte, die Infrastruktur zu verbessern und damit die Voraussetzungen für eine weitere Wirtschaftsentwicklung zu schaffen, war die Verkehrspolitik. Am Anfang der Weimarer Republik startete die Kammer eine große Initiative, als es um die Mainkanalisierung ging (1917 Gründung Main-Donau-Stromverbund). 1927 wurde der Name in „Industrie und Handelskammer“ geändert.

### Die Zeit des Nationalsozialismus
Nach der Machtergreifung der Nationalsozialisten fand die Gleichschaltung in der Würzburger IHK am 24. März 1933 statt. An diesem Tag besetzte Gauführer Heinrich Störrlein vom Nationalsozialistischen Kampfbund des Gewerblichen Mittelstandes mit einer Gruppe SA-Männer das Kammergebäude, zwang das Präsidium zum Rücktritt und ernannte sich selbst zum Präsidenten der IHK. Reichswirtschaftsminister Walther Funk entwickelte den Gedanken, die Parteigaue zu Grundeinheiten auch der staatlichen Gliederung zu machen und erließ im April 1942 eine Verordnung, die die bisherigen Kammern auflöste und Gauwirtschaftskammern errichtete, so auch in Mainfranken. Die Satzung der Kammer vom 1. Januar 1943 reproduzierte im Wesentlichen die ministerielle Verordnung, sie war ein nachgeordnetes Vollzugsorgan der staatlichen Behörden, insbesondere der Wirtschaftsämter. So war sie beteiligt an der Umstellung von Betrieben auf Fertigung für die Rüstung sowie an den kriegsbedingten Stilllegungen und dem ständigen Personalabbau zugunsten des Fronteinsatzes. Die Kammer wirkte gutachterlich mit in der Rohstoff- und Energiebewirtschaftung, bei der Auslagerung kriegswichtiger Betriebe und an anderen Notmaßnahmen, die die Produktion aufrechterhalten sollten sowie beim Einsatz von Handwerksbetrieben zur Behebung von Fliegerschäden.

### Die Nachkriegszeit
Nach dem Zweiten Weltkrieg erwirkte Regierungspräsident Adam Stegerwald beim örtlichen Militärbefehlshaber die Erlaubnis, die Reste der Gauwirtschaftskammer in eine Wirtschaftskammer für Mainfranken zu überführen. Als Präsidenten schlug er den Generaldirektor der Würzburger Firma Koenig & Bauer vor, Hans Bolza, der von der Militärregierung dann in dieses Amt eingesetzt wurde. Auf ihrer konstituierenden Sitzung vom 28. Mai 1945 firmierte die Kammer als „Wirtschaftskammer Mainfranken“ und bezeichnete sich als Rechtsnachfolgerin der Gauwirtschaftskammer Mainfranken, deren Vermögen und Personal (die Entnazifizierung stand noch bevor) sie übernahm. Der weiter amtierende Hauptgeschäftsführer aus der Kriegszeit Wilhelm-Hugo Zapf wurde im Zuge der Entnazifizierung entlassen, an seine Stelle trat für kurze Zeit der Diplomkaufmann Josef Klingler. Erst mit der Bestellung von Alfred Brandenstein im August 1947 (bis 1965) kam in die Geschäftsführung Kontinuität, dem Dieter Schäfer von 1965 bis 1993 als Hauptgeschäftsführer nachfolgte.
Nach Abspaltungsbestrebungen von Aschaffenburg und Schweinfurt änderte ein Reformentwurf den Namen der Kammer in „IHK Würzburg-Schweinfurt“ und sah als wesentliche Neuerung die Rotation des Präsidentenamtes im Turnus zwischen Würzburg, Schweinfurt und den Gremialbezirken vor, was die IHK-Gremialbezirke gleichgewichtig neben die beiden Städte stellte und das 1948 eingeführte Prinzip der Drittelparität vollendete. Mit der am 11. April 1961 von der Vollversammlung verabschiedeten und am 6. Juli desselben Jahres vom Wirtschaftsministerium genehmigten neuen Satzung war so nach der Abtrennung der IHK Aschaffenburg eine Lösung gefunden, die den Bedürfnissen der mainfränkischen Wirtschaft entsprach.

### Neueste Geschichte
Am 16. Juli 1990 bezog die IHK die neue Hauptgeschäftsstelle im Würzburger Stadtteil Zellerau. Der Wegzug aus der Innenstadt wurde auch als Impuls für den zu dieser Zeit noch unterentwickelten Stadtteil verstanden. In Schweinfurt unterhält die IHK im Gewerbegebiet „Am Hainig“ eine Geschäftsstelle.
Im Jahr 2004 wurde die alte Geschäftsführerstruktur durch eine Vorstands- und Bereichsleiterebene ersetzt. Heute bilden der Hauptgeschäftsführer und zwei Stellvertreter den Vorstand, insgesamt 12 Bereichsleiter verantworten die operativen Arbeitsbereiche.
Die IHK Würzburg-Schweinfurt ist an mehreren Einrichtungen zur Förderung der gewerblichen Wirtschaft in Mainfranken beteiligt, unter anderem an der Technologie- und Gründerzentrum (TGZ) GmbH, deren Hauptgesellschafter sie neben Stadt und Landkreis Würzburg ist.
Im Jahr 2018 feierte die IHK Würzburg-Schweinfurt ihr 175-jähriges Jubiläum.